# 9452 Роджерпітерс
9452 Роджерпітерс (9452 Rogerpeeters) — астероїд головного поясу, відкритий 27 лютого 1998 року.
Тіссеранів параметр щодо Юпітера — 3,348.